# Lancaster and Carlisle Railway
Die Lancaster and Carlisle Railway wurde im Juni 1844 gegründet. Die Gesellschaft sollte eine Eisenbahnverbindung zwischen den beiden Städten Lancaster und Carlisle ermöglichen. Im Juli 1844 wurde auf dem Pass des Shap Summit auf 278,59 m – dem höchsten Punkt der geplanten Strecke – mit dem Bau der Strecke begonnen. Die Verbindung wurde in zwei Teilstücken in Betrieb genommen. Am 22. September 1847 wurde die Strecke zwischen Lancaster und Oxenholme eröffnet. In Oxenholme zweigte die ebenfalls von der Lancaster and Carlisle Railway betriebene Kendal and Windermere Railway ab, die mit der Inbetriebnahme der Strecke von Lancaster nach Oxenholme bis nach Kendal den Betrieb aufnahm. Der Abschnitt zwischen Oxenholme und Carlisle wurde am 22. Dezember 1847 eröffnet.
Der Bau der Strecke in dieser Zeit und mit dieser Streckenführung stellte eine beachtliche Leistung dar, denn am Shap Summit wurde die Bahnlinie nicht nur auf einer Länge von 800 m in den Felsen geschnitten, der Anstieg mit 1:75 in Richtung Norden war von vielen Zügen nur mit Unterstützung durch zusätzliche Lokomotiven, die zu diesem Zweck in Tebay stationiert waren, zu bewältigen. Als Alternative für eine Verbindung war auch eine Strecke entlang der Küste erwogen worden.
Die Lancaster and Carlisle Railway hatte im Süden eine Anbindung an die Lancaster and Preston Junction Railway und im Norden an die Caledonian Railway.
Die Gesellschaft war mit rund 10 % Gewinn für ihre Anteilseigner sehr profitabel, aber 1859 wurde die Lancaster and Carlisle Railway an die London and North Western Railway verpachtet und 1879 vollständig von ihr übernommen.
Die Strecke zwischen Lancaster und Carlisle ist heute ein Teil der West Coast Main Line.